# Туларемија
Туларемија је акутно заразно обољење. У зависности од пута ширења, јавља се у више клиничких облика. На месту уласка проузроковача у организам стварају се улцерације и оток лимфних чворова. Поред спољашњих манифестација, туларемија може да се јави и у плућном облику, који карактерише пнеумонија у абдоминалном облику са боловима у трбуху, ређе проливом и повраћањем и у септичком облику са високом температуром, знацима интоксикације и поремећајем свести.

## Инфективни агенс
Инфективни агенс је бактерија - Francisella tularensis. Осетљива је према повишеној температури, хлорним препаратима, формалину и другим дезинфекционим средствима. Насупрот томе, добро подноси нижу температуру. У води и влажном земљишту може остати у животу више месеци, а на кожи глодара, угинулих од туларемије, више недеља.

## Инкубациони период
Инкубациони период је од 2 - 10 дана, а најчешће износи три дана.
У преко 90% случајева резервоар заразе су глодари (зечеви, ласице, веверице, пацови, мишеви), али резервоар заразе могу бити и друге, домаће и дивље животиње (говеда, овце, пси, мачке, срне, дивље свиње). Узрочник се налази у крви, гноју туларемичних лезија, мокраћи и измету инфицираних животиња.
Туларемија се не шири интерхумано. Због малог броја проузроковача у туларемичним лезијама болесника, његова заразност је минимална.

## Путеви ширења
Туларемија се може ширити на више начина. Директним контактом са ткивима и крвљу оболелих и угинулих животиња или индиректно - уједом крпеља, обада, мува и неких врста комараца, настаје кожни облик туларемије. Хидричним путем, пијењем воде из бунара и извора који су контаминирани излучевинама оболелих животиња настаје цревни облик туларемије. Аерогено, контактом са прашином са житарицама, траве и сена настаје плућни облик туларемије. Слично као код лептоспироза, инфекција може настати и преко конјунктива у току рада и пливања у контаминираним водама.

## Улазно место
Улазно место инфекције су конјунктиве, кожа и слузница респираторног и цревног тракта.

## Осетљивост и отпорност
Према туларемији су једнако осетљиве све особе, без обзира на узраст и пол.
Прележана болест оставља дуг и солидан имунитет. међутим, описани су и случајеви реинфекције, нарочито код лабораторијских радника.

## Остале епидемиолошке карактеристике
Мада је осетљивост према туларемији општа, чешће обољевају мушкарци средњег животног доба, јер су више изложени инфекцији приликом лова зечева, као и скидања коже и рада са месом инфицираних животиња. Због тога је јављање туларемије повезано са сезоном бављења одређеним пословима. Ловци на зечеве обољевају у сезони лова, септембар - јануар, ловци на бизамске пацове у периоду јуни - јули, а рибари и лица која раде или се купају у контаминираним водама обољевају током лета. Туларемија се најчешће јавља у облику појединачних случајева или мањих епидемија.
Туларемија је обољење северне земљине полулопте. Распрострањена је у Северној Америци, Европи и Азији. Највише је оболелих у САД, Русији и Аустрији. У нашој земљи појединачни случајеви туларемије регистровани су у Војводини, Пчињском округу.

## Мере спречавања
Поред едукације становништва, ветеринарских и зоохигијенских мера, против туларемије се спроводи и вакцинација професионално изложених лица. Примењује се жива вакцина од ослабљених микроорганизама, која се апликује утрљавањем у скарифаковану кожу рамена. Вакцинални имунитет траје пет година.

## Мере сузбијања
Епизотоолошка и епидемиолошка истраживања усмерена су на откривање заражених животиња и проналажењу свих инфицираних особа. Оболели се хоспитализују према клиничким индикацијама. посебна изолација изолација није потребна. Текућа дезинфекција обухвата гној из улцерације. Завршна дезинфекција није потребна.
обољење и смрт од туларемије подлежу обавезном пријављивању.